# Tornquist (partido)
Tornquist (Partido de Tornquist) is een partido in de Argentijnse provincie Buenos Aires. Het bestuurlijke gebied telt 11.759 inwoners. Tussen 1991 en 2001 steeg het inwoneraantal met 9,47 %.

## Plaatsen in partido Tornquist
- Berraondo
- Chasicó
- Choique
- Estomba
- García del Río
- Nueva Roma
- Pelicura
- Saldungaray
- Sierra de La Ventana
- Tornquist
- Tres Picos
- Villa Serrana La Gruta
- Villa Ventana